# LOLAVHESLIT
LOLAVHESLIT steht für englisch longitudinal, lateral, vertical head-sliding test und bezeichnet ein vom deutschen Neurootologen Claus-Frenz Claussen im Jahr 1999 entwickeltes medizinisches Untersuchungsverfahren.

Das Verfahren dient der Diagnose von Erkrankungen im Zusammenhang mit den Halswirbeln und der Wirbelsäule sowie von Bewegungsstörungen des Nackens.
Um unbewusste Körperbewegungen des Patienten zu vermeiden, die das Testergebnis beeinträchtigen könnten, führt der Patient die nötigen Bewegungsabläufe im Sitzen aus; zusätzlich streckt der Patient zu diesem Zweck die Arme aus und positioniert seine Hände zwischen den Knien. Die während der Untersuchung durchgeführten Bewegungsabläufe des Kopfes, zwischen denen dieser immer wieder in die Normalposition zurückgeführt wird, sind:
1. Der Patient streckt den Kopf nach vorne.
2. Der Patient dreht den Kopf nach rechts.
3. Der Patient dreht den Kopf nach links.
4. Der Patient legt den Kopf mit Blick nach oben in seinen Nacken.
5. Der Patient beugt den Kopf nach vorne mit Blick nach unten.
6. Diese Bewegungsabläufe werden innerhalb eines Zeitraums von einer Minute kontinuierlich wiederholt.

Der Patient wird während der Untersuchung von einer vor ihm sitzenden untersuchenden Person begleitet. Die Testergebnisse werden, beispielsweise mit Hilfe der Cranio-Corpo-Graphie, von einem Computer aufgezeichnet und graphisch ausgewertet.